# Сикорски S-40
Sikorsky S-40 е самолет-амфибия, построен в началото на 1930-те години от американската компания Sikorsky Aircraft за компанията Pan American Airways. По време на Втората световна война тези самолети са използвани от ВМС на САЩ за тренировки.
S-40 може да превозва 38 пътници, което е значително увеличение в сравнение с осемте пътници на S-38. Тестването на S-40 в аеродинамичен тунел започва през октомври 1928 г., а моделите на корпуса са тествани през април 1929 г. Самолетът разполага с килер с електрически хладилник и готварска печка, както и салон за пушачи с махагонова дървена ламперия, завършваща с библиотечен рафт. Самолетът носи и шест спасителни сала.
Sikorsky S-40 е най-големият пътнически самолет по онова време. Първият полет на машината е на 19 ноември 1931 г., като е пилотиран от легендата Чарлз Линдберг от Маями, Флорида до Панамския канал.